# مورتن إريكسن
مورتن إريكسن (بالنرويجية البوكمول: Morten Eriksen)‏ (26 أبريل 1983 بكريستيانساند في النرويج - ) هو لاعب كرة قدم نرويجي في مركز الهجوم. لعب مع Sola FK ‏ وSandnes Ulf ‏.

## وصلات خارجية
- مورتن إريكسن على موقع قاعدة بيانات كرة القدم.إي يو (الإنجليزية)